# Sun Sooley
Sun Sooley (Dakar, 1º febbraio 1973) è un cantautore senegalese.
Scrive la sua prima canzone a l’età di 12 anni e le sue prime note di chitarra le fa a 14 anni. In 1987 scopre un suo talento nella danza e dopo un anno scolastico annullato in Senegal in 1988 si dedica alla musica dal vivo e forma un gruppo con qualche compagni di liceo. Nel 1993 entra a far parte di uno dei primi gruppi hip-hop senegalesi, africani, i P. Froiss. Nel 1995 raggiunge il gruppo Jant-Bi con cui vince il record nazionale delle vendite nella categoria hip-hop in 1996, con oltre 80.000 album venduti in Senegal. Nel 1997, Jant-Bi con un successo clamoroso attraverso il Senegal, va per un tour in Italia e nella subregione in Gambia e Mauritania.
Dopo 5 anni di successi con Jant-Bi, decisò di dedicarsi alla sua prima passione il reggae e lanciò la sua carriera di solista nel 2000. Con il suo amico bassista e produttore Abdourahmane Wone, noto anche come "Countryman"  formò il gruppo Akiboulane . La band lascia un bel segno nel panorama culturale senegalese, organizzando e producendo eventi di qualità. In 2003 fanno uscire la compilation "Akiboulane".
Sun Sooley auto-produce nel 2003 il suo primo album reggae "Siratikal Moustaqim" (La retta via) e lo presento al pubblico senegalese.
Settembre 2005 si stabilisce in Francia e prosegue la sua carriera. Inizia a registrare e a fare concerti a Parigi nel sud della Francia. Ma nel 2008, si muove in Italia e pubblica il suo primo album internazionale "One Day Inna Babylon" ( febbraio 2010). Questa’ultimo verrà valutato come uno dei migliori album di reggae nel 2010 in Italia dalla critica e la scena reggae italiano. Durante il tour promozionale dell’album in Europa (Italia, Francia, Spagna, Slovenia, Olanda, Germania, Svizzera) condivide i palchi con artisti come Sizzla, Capleton, Julian Marley, Max Romeo, Alpha Blondy, Israel Vibration. Nello stesso anno Sun Sooley è finalista dell'European Reggae Contest in Italia e va a suonare a Rototom Sunsplash Festival sul palco del Lion Stage e del Main Stage con l’invito di Alpha Blondy nella canzone "Cocody Rock".
Si segue tre anni di tour in festival in Italia (Positive River, Fara Rock, Solidar’Rock, Mammut Fire, Somenfest, Coincidenze, ecc..), ma anche il Fesman a Dakar e a Gibuti per la festa della musica presso l'Istituto francese in cui dimostra il suo talento e la sua professionalità. Suonerà gli anni seguenti su altri palchi in Slovenia (Overjam), Theatron (Monaco di Baviera), Flag Flow High (Austria) e continua a portare la sua musica ovunque.
Sun Sooley fa uscire a dicembre 2018 il suo album « Rise And Shine » prodotto da Universoul Records, la sua etichetta indipendente. Questa etichetta che ha già prodotto con i House of riddim dell’Austria in 2017 « Rise up Afreeka »la prima compilation di reggae africana con artisti provenienti dall'Africa e della Diaspora.

## Discografia
- 2018 - Rise And Shine
- 2010 - One Day Inna Babylon
- 2003 - Siratikal Moustaqim
- 1999 - Daax Neex
- 1998 - Bop sa Bop
- 1996 - Ku mer bokko